# Zerplatzt
Zerplatzt (Originaltitel: Spontaneous) ist ein Science-Fiction-Film von Brian Duffield, der am 2. Oktober 2020 in den USA in ausgewählte Kinos kam und wenige Tage später als Video-on-Demand veröffentlicht wurde. Der romantische Coming-of-Age-Film mit Elementen eines klassischen Horrorfilms basiert auf dem gleichnamigen Roman von Aaron Starmer. Im Film verlieben sich die Protagonistin Mara Carlyle und ihr Klassenkamerad Dylan Hovemeyer, gespielt von Katherine Langford und Charlie Plummer, nachdem ihre Mitschüler einer nach dem anderen grundlos explodieren und sie unter Quarantäne gestellt werden, weil sie seltsamerweise von dem Phänomen verschont bleiben.

## Handlung
Mara Carlyle ist eine äußerst lebhafte junge Frau. Der Teenager ist in einem liebevollen Elternhaus aufgewachsen, und Tess ist seit ihrer Kindheit ihre beste Freundin. Maras letztes Jahr an der High School hat gerade erst begonnen, als eine Klassenkameradin plötzlich im Unterricht buchstäblich explodiert und in den nächsten Tagen weitere Klassenkameraden folgen, von denen nur deren Kleidung völlig unversehrt zurückbleibt. Da niemand dafür eine Erklärung hat und die Explosionen auch immer ohne irgendwelche Vorzeichen geschehen, wissen die Schüler nie, wer von ihnen als Nächstes in die Luft gehen wird oder wann. Dennoch wird von ihnen erwartet, dass sie weiter zur Schule gehen, ihren Abschluss machen, um das College und den Abschlussball besuchen zu können. Das traumatische Ereignis wirkt sich auf jeden einzelnen der Schüler sehr unterschiedlich aus. Dylan Hovemeyer gesteht Mara, dass er seit zwei Jahren in sie verknallt ist und nicht spontan zerplatzen wollte, ohne ihr das gesagt zu haben.
Von der Regierung beauftragte Wissenschaftler und Geheimdienstagenten kommen in die Stadt, um herauszufinden, was dort vor sich geht. Als immer mehr ihrer Klassenkameraden zerplatzen und Mara und Dylan unter Quarantäne gestellt werden, blüht zwischen ihnen eine Beziehung auf. Man unterzieht die beiden einer Reihe von Tests, um eine Behandlungsmethode zu entwickeln, mit der man weitere Explosionen stoppen kann.

## Literarische Vorlage
Der Film basiert auf einem gleichnamiger Science-Fiction-Roman von Aaron Starmer. Darin wird eine kleine Stadt in New Jersey von einem katastrophalen Phänomen erschüttert. Mara Carlyles letztes Jahr an der Schule hat gerade erst begonnen, als Katelyn Ogden in einem Vorbereitungskurs buchstäblich explodiert. Nachdem das Blut von den Wänden gereinigt ist und die Klasse versucht, weiterzumachen, erscheint während einer Therapiesitzung ein anderer Schüler wie ein Ballon. Und dann verbrennt ein anderer Student während eines Spiels auf dem Football-Feld. Die spontanen Verbrennungen breiteten sich in der Vorstadt, in der Mara lebt, aus und fordern die Leben von Kindern aller Hautfarben, Glaubensrichtungen und Klassen. Scheinbar verschont das Phänomen niemanden, außer Mara. Ihre Beziehung zu Dylan, der mit seinem alten Eiscreme-Truck durch die Gegend fährt, vertieft sich, als ihre Klassenkameraden um sie herum platzen. Es dauert nicht lange, bis auch das FBI in die Stadt kommt, um herauszufinden, was dort vor sich geht.
Kritiker, wie von kirkusreviews.com, sagten über das Buch, der Autor habe kein Problem damit, die Figuren durch die Hölle zu jagen, aber das Buch erreicht wahre Größe, wenn die Leser sie auf der anderen Seite sehen und erforschen, was von ihnen übrig ist. Subplots, die einen opportunistischen Wissenschaftler, einen unflätigen Präsidenten und einen bulligen FBI-Agenten involvieren, machten das Werk zu einem Roman, den man gelesen haben muss.

Der Roman befand sich in den Top 10 YA & Children’s Book of 2016 des Time-Magazines und in der Auswahl der ALA Best Fiction for Young Adults.

## Produktion
Im Juni 2016 wurde bekannt, dass an einer Verfilmung von Starmers Thriller gearbeitet wird. Regie führte Brian Duffield, der auch Stamers Roman für den Film adaptierte. Es handelt sich um Duffields Regiedebüt.
| Darsteller        | Synchronsprecher       | Rolle         |
| ----------------- | ---------------------- | ------------- |
| Charlie Plummer   | Sebastian Fitzner      | Dylan         |
| Yvonne Orji       | Magdalena Helmig       | Agent Rosetti |
| Hayley Law        | Katharina Schwarzmaier | Tess          |
| Jared Ager-Foster | Oscar Räuker           | Jed           |
| Milo Shandel      | Steff Jungen           | Officiant     |
| Peter Bundic      | Marco Rosenberg        | Steve Cox     |

Die australische Schauspielerin Katherine Langford übernahm die Rolle von Mara Carlyle. Charlie Plummer spielt im Film Dylan. Piper Perabo und Rob Huebel spielen Maras Eltern Angela und Charlie, Hayley Law ihre beste Freundin Tess McNulty.
Die deutsche Synchronisation entstand nach der Dialogregie von Irina von Bentheim im Auftrag der SDI Media Germany GmbH, Berlin.
Die Dreharbeiten fanden in British Columbia statt, so in Port Moody und an der Thomas Haney Secondary School in Maple Ridge.
Die Filmmusik komponierte Joseph Trapanese. Das Soundtrack-Album mit insgesamt 25 Musikstücken, darunter einer Cover-Version von Bye Bye Love der Everly Brothers, wurde am 25. September 2020 von Paramount Music als Download veröffentlicht.
Ende August 2020 stellte Paramount einen ersten Trailer vor. Der Film kam am 2. Oktober 2020 in den USA in ausgewählte Kinos und wurde wenige Tage später als Video-on-Demand veröffentlicht. Kritiker bemerkten zum Veröffentlichungstermin, dass der Film, obwohl er vor Beginn der Coronavirus-Pandemie gedreht wurde, unbeabsichtigte Parallelen zu dieser aufweist und daher perfekt passe.

## Rezeption

### Altersfreigabe
In den USA erhielt der Film von der MPAA ein R-Rating, was einer Freigabe ab 17 Jahren entspricht. In Deutschland wurde der Film von der FSK ab 16 Jahren freigegeben.

### Kritiken

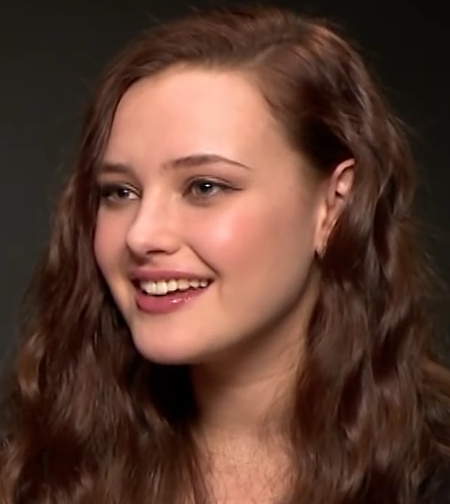
Die Australierin Katherine Langford spielt Mara Carlyle

Der Film konnte bislang 96 Prozent aller Kritiker bei Rotten Tomatoes überzeugen und erhielt hierbei eine durchschnittliche Bewertung von 8,3 der möglichen 10 Punkte.

### Auszeichnungen
Critics’ Choice Super Awards 2021
- Nominierung als Bester Schauspieler in einem Science-Fiction-/Fantasyfilm (Katherine Langford)[18]